# SIKART
SIKART Lexicon on Art in Switzerland는 편집진이 관리하며 정기적으로 업데이트되고 풍부한 삽화가 포함된 스위스 역사 및 현대 미술 온라인 백과사전이다. SIKART는 취리히에 본부를 둔 스위스 미술 연구소(SIK-ISEA)가 발행한다.

## 조직
SIKART는 시각 예술 분야의 예술가에 대한 정보를 제공한다. 여기에는 기본적인 전기 정보와 더불어 예술가의 활동 분야, 전시회, 출판물 및 수상 내역에 대한 상세 정보가 포함된다. 일부 항목에는 전기 정보, 해당 예술가 작품에 대한 평가, 선택된 이미지를 제공하는 문서가 포함되어 있다. SIKART는 17,000개 이상의 인물 항목, 약 1,900개의 상세 모노그래프 사전 문서, 그리고 스위스 미술사에 관한 40개에 가까운 주제별 문서를 포함한다.
새로운 기본 인물 항목 외에도 과학적 SIKART 편집팀의 지휘 하에 수많은 전문가들이 작성한 새로운 문서가 지속적으로 발행된다. 현대 예술가의 경우, 그들의 미술계에서의 수용이 문서 할당의 결정 요인이며, 역사 예술가의 경우 새로운 연구 결과가 결정 요인이다. 사전 문서는 대중적 수용과 관련된 객관적인 기준(출판물, 전시회 참가, 장학금 및 수상, 기관 소장품 구매)에 대한 철저한 평가 후 할당된다.

## 역사
스위스 미술 연구소가 발행한 첫 번째 예술가 백과사전은 1981년 Lexicon of Contemporary Swiss Artists라는 제목으로 출간되었다. 1991년 SIK-ISEA는 첫 번째 완전 전산화 출판물인 Künstlerverzeichnis der Schweiz 1980–1990 (스위스 예술가 목록 1980–1990 [KVS])을 발행했다. 이는 1998년에 출간된 두 권으로 된 Biographical Lexicon of Swiss Art (BLSK)로 발전했다. 이 표준 저작물은 12,000개 이상의 예술가에 대한 간략한 항목과 하나의 작품 그림 및 추가 참고 자료를 포함하는 약 1,100개의 상세 문서를 포함한다. BLSK는 개념과 내용 면에서 SIKART의 모델이 되었다.
SIKART Lexicon on Art in Switzerland는 2006년 2월 온라인으로 출시되었다. 이후 10년 동안 사용자 인터페이스는 약간의 혁신과 함께 미세하게 조정되었다. 전체 온라인 자료의 새로운 데이터 모델링을 위한 광범위한 준비 작업을 거쳐 SIKART는 2021년에 재출시되었으며 2023년부터 SIK-ISEA 연구 포털에 통합되었다.

## 언어 버전
취리히, 로잔, 루가노에 지점을 둔 SIKART는 예술가가 살거나 일했던 (또는 살았거나 일했던) 언어 지역이 결정적인 영토 원칙에 기반을 둔다. 독일어, 프랑스어, 이탈리아어 문서 외에도 선택된 콘텐츠는 영어로도 제공된다.

## 비판
2006년부터 2023년 3월까지 모든 사전 항목은 예술가에 대한 대중의 수용을 반영하는 5단계 점수 시스템(‘편집 깊이’)으로 나뉘었다. 편집진은 이러한 수용 시각화가 편집적 ‘평가’로 반복적으로 오해된다는 사실에 반응하여 편집 깊이 표시를 폐지했다.

## 자금 지원
SIKART는 스위스 연방, 스위스 주, 취리히 시 및 개인 기부자에 의해 자금을 지원받는다. 웹사이트는 무료로 접속할 수 있지만, SIK-ISEA는 출시 당시 SIKART가 공적 자금 지원과 독립적으로 운영될 수 있도록 나중에 접속 요금을 부과할 의도였다.

## 인쇄 발행물
- Schweizerisches Institut für Kunstwissenschaft (ed.): Biografisches Lexikon der Schweizer Kunst, unter Einschluss des Fürstentums Liechtenstein. Dictionnaire biographique de l’art suisse, Principauté du Liechtenstein incluse. Dizionario biografico dell’arte svizzera, Principato del Liechtenstein incluso, 2 volumes + CD-ROM, Zurich: SIK-ISEA/Zurich: Verlag Neue Zürcher Zeitung, 1998, ISBN 3-85823-673-X
- Schweizerisches Institut für Kunstwissenschaft (ed.): Künstlerverzeichnis der Schweiz, 1980–1990: unter Einschluss des Fürstentums Liechtenstein. Répertoire des artistes suisses, 1980–1990: la Principauté du Liechtenstein inclus. Dizionario degli artisti svizzeri, 1980–1990: incluso il Principato di Liechtenstein, Zurich: SIK-ISEA/Frauenfeld: Huber, 1991, ISBN 3-7193-1045-0
- Schweizerisches Institut für Kunstwissenschaft (ed.): Lexikon der zeitgenössischen Schweizer Künstler. Dictionnaire des artistes suisses contemporains. Catalogo degli artisti svizzeri contemporanei, Zurich: SIK-ISEA/Frauenfeld: Huber, 1981, ISBN 3-7193-0765-4

## 참고 문헌
- Hans-Jörg Heusser, Juerg Albrecht et al.: Kunst und Wissenschaft: das Schweizerische Institut für Kunstwissenschaft 1951–2010, Zurich: SIK-ISEA, 2010, ISBN 978-3-908196-75-4/978-3-85881-322-0